# Casa consistorial de Guadix
La Casa consistorial de Guadix es un edificio que alberga el ayuntamiento de la ciudad de Guadix, España. Está situado en la plaza de la Constitución.

## Historia
La construcción de la plaza mayor supuso un notable cambio respecto al plano urbano de la ciudad, adaptándose a una ciudad medieval propiamente renacentista y centrando todo el poder y la política en una misma zona. Ello obligó a edificar un edificio digno del consistorio entre finales del siglo XVI y comienzos del XVII, que fue arrasado junto con el resto de la plaza durante la Guerra civil. La dirección general Regiones Devastadas lo reconstruyó, junto con el resto de la plaza, en 1949.

## Descripción
Su fachada se compone de una sucesión de arcos escarzanos apoyados sobre columnas de fuste liso y capiteles, en su origen jónicos, hoy dóricos.